# 스콧 맥도날드

스콧 맥도날드(영어: Scott McDonald, 1967년 ~)는 미국에서 활동하는 기업인으로 미국 굴지의 컨설팅 회사인 올리버 와이먼 (Oliver Wyman)의 CEO이다. 1984년 뉴욕에서 설립된 이 회사는 유럽, 북미, 중동 및 아시아 태평양에 60개 이상의 지사를 두고 있으며 5,000 명 이상의 전문가를 고용하고 있다. 스콧 맥도날드는 맥길 대학교에서 경영학 학사를, 케임브리지 대학교에서 철학 석사 학위를 갖고 있다.